# Кориліс камігвінський
Кори́ліс камігвінський (Loriculus camiguinensis) — вид папугоподібних птахів родини Psittaculidae. Ендемік Філіппін.

## Опис
Довжина птаха становить 14 см. Забарвлення переважно зелене. Груди і живіт жовтувато-зелені. Лоб, тім'я і надхвістя червоні. Потилиця золотисто-жовта. Обличчя, щоки і підборіддя блакитні, у деяких птахів скроні оливково-зелені. Верхні покривні пера хвоста блакитні. Нижня сторона крил і хвоста блакитна. Крила і хвіст довші, ніж у спорідненого філіппінського кориліса. Дзьоб оранжевий, райдужка сірувато-коричнева, лапи оранжеві. У молодих птахів червона пляма на голові малопомітна або відсутня, щоки і підборіддя менш блакитні, дзьоб блідіший.

## Поширення і екологія
Камігвінські кориліси є ендеміками острова Каміґуїн. Вони живуть у гірських і рівнинних тропічних лісах. Зустрічаються на висоті від 300 до 1350 м над рівнем моря. Уникають людських поселень.

## Поведінка
Камігвінські кориліси зустрічаються поодинці, парами або невеликими зграйками. Живлятся нектаром, насінням, соковитими плодами (зокрема дикими бананами), ягодами і квітками. Сезон розмноження, імовірно, триває з вересня по листопад. Гніздяться в дуплах.

## Відкриття
Голотип камігвінського корилися був зібраний у 1960-х роках. Остін Лумер Ренд, фахівець з орнітофауни Філіппін, залишив на бірці зразка птаха примітку «нов. підвид», однак не описав його. Камігвінський кориліс був описаний лише в 2006 році. За результатом морфометричного аналізу 23 наявних зразків, дослідники дійшли висновку, що Loriculus camiguinensis є окремим видом. Однак генетичного дослідження зразків ще не проводилось, тому деякі дослідники вважають його підвидом філіппінського кориліса (Loriculus philippensis).

## Збереження
МСОП наразі не розглядає камігвінського кориліса як окремий вид, однак, імовірно, його можна класифікувати як вразливий вид, або навіть як такий, що перебуває під загрозою зникнення. Вид обмежений невеликою територією збереженого лісу площею близько 20 км². Йому загрожують знищення природного середовища і вилов птахів з метою продажу на пташиних ринках.